# Zoran Pajić
Zoran Pajić (Požarevac, 7. listopada 1981.) je srbijanski televizijski i filmski glumac.

## Filmografija

### Televizijske uloge
- "Istine i laži" kao Nikola Isidorović (2017. – 2019.)
- "Ruža vjetrova" kao Šimun Bartulović (2012. – 2013.)
- "U sosu" kao Luka (2009. – 2010.)
- "Jesen stiže, Dunjo moja" kao organizator zabave (2009.)
- "Ponos Ratkajevih" (2007. – 2008.)
- "Karađorđe i pozorište" kao kmet (2004.)
- "Jelena" kao mladi Vuk Despotović (2004.)
- "Svirač" (1998.)

### Filmske uloge
- "Coriolanus" kao vojnik (2011.)
- "Triznakinje" (2010.)
- "Plava grobnica" kao Milutin Bojić (2009.)
- "Bledi mesec" (2008.)

## Vanjske poveznice
- Zoran Pajić u internetskoj bazi filmova IMDb-u (engl.)